# Kal Star Aviation
Kal Star Aviation war eine indonesische Fluggesellschaft mit Sitz in Jakarta und Basis auf dem Flughafen Kalimarau.

## Geschichte
Kal Star Aviation wurde 2000 gegründet. Am 8. April 2009 kam sie auf die Liste der Betriebsuntersagungen für den Luftraum der Europäischen Union.
Am 30. September 2017 wurde Kal Star Aviation aufgrund von finanziellen und technischen Gründen die Betriebserlaubnis vorübergehend entzogen, der Betrieb wurde mit Stand Juli 2019 nicht wieder aufgenommen.

## Flugziele
KSA bediente auf 95 nationalen Routen Ziele in Indonesien.

## Flotte
Mit Stand Juli 2016 bestand die Flotte der Kal Star Aviation aus 14 Flugzeugen mit einem Durchschnittsalter von 14,7 Jahren:
| Flugzeugtyp    | Anzahl | bestellt | Anmerkungen |
| -------------- | ------ | -------- | ----------- |
| ATR 42-300/320 | 03     |          | 2 inaktiv   |
| ATR 42-500     | 01     |          |             |
| ATR 72-500     | 02     |          |             |
| ATR 72-600     | 03     |          |             |
| Boeing 737-300 | 01     |          |             |
| Boeing 737-500 | 02     |          |             |
| Embraer 195    | 03     | 5        | 1 inaktiv   |
| Gesamt         | 14     | 5        |             |